# Yusuf Murangwa
Yusuf Murangwa (2022)

Link zum Bild

Yusuf Murangwa ist ein ruandischer Politiker. Er ist amtierender Finanzminister Ruandas.
Murangwa war zwischen 2009 und 2024 Generaldirektor des National Institute of Statistics of Rwanda (NISR). Am 12. Juni 2024 wurde er bei einer Kabinettsumbesetzung von Präsident Paul Kagame zum neuen Minister of Finance and Economic Planning ernannt. Er löste Uzziel Ndagijimana ab. Sein Nachfolger beim NISR wurde Ivan Murenzi.